# Михаил Гьонин
Михаил Асенов Гьонин е бивш български футболист, нападател.
Играл е за Ком (Берковица) (1957 – 1959), Родни криле (Доброславци) (1959 – 1960), Септемврийска слава (1960 – 1965, 1972 – 1979), Спартак (София) (1966 – 1968), Левски (София) (1968 – 1969, 5 мача с 1 гол), Спартак (Варна) (1969 – 1970) и Академик (София) (1971 – 1972). Вицешампион през 1969 с Левски и носител на Купата на Съветската армия през 1968 г. със Спартак (Сф). Има 7 мача и 2 гола за „А“ националния отбор (1967 – 1969). Сребърен медалист от ОИ-1968 в Мексико. „Майстор на спорта“ от 1968 г. Награден със сребърен орден на труда през 1968 г. Централен нападател с много силен удар и добра резултатност.